# Воля-Каліновська
Воля-Каліновська (пол. Wola Kalinowska) — село в Польщі, у гміні Сулошова Краківського повіту Малопольського воєводства.
Населення — 655 осіб (2011).

## Історія
Перша згадка про місто відноситься до 1381 або 1392 років. Ян Длугош також згадує про нього в XV столітті. Воля-Каліновська була частиною групи маєтків, що складалася з замку в Пєсковій Скалі та кількох прилеглих сіл. З 14 по 19 століття селом володіли родини Шафранець, Зебжидовські та Велопольські.

## Демографія
Демографічна структура станом на 31 березня 2011 року:
|          | Загалом | Допрацездатний вік | Працездатний вік | Постпрацездатний вік |
| -------- | ------- | ------------------ | ---------------- | -------------------- |
| Чоловіки | 330     | 68                 | 221              | 41                   |
| Жінки    | 325     | 60                 | 188              | 77                   |
| Разом    | 655     | 128                | 409              | 118                  |